# 鉢山町
鉢山町（はちやまちょう）は、東京都渋谷区の町名である。「丁目」の設定のない単独町名である。住居表示実施済区域。

## 地理
東京都渋谷区の南西部に位置する。北部は渋谷区南平台町に接する。東部は、渋谷区鶯谷町に接する。南部は、渋谷区猿楽町に接する。西部は、旧山手通りに接し、これを境に目黒区青葉台に接する。
町域の多くは住宅地であり、旧山手通り沿道にはオフィスビルや店舗なども見られる。町域は一般に「代官山」として認識される地域のエリアである。

## 歴史
江戸時代には中渋谷村に属す。1889年（明治22年）渋谷村大字中渋谷字鉢山、1928年（昭和3年）渋谷町大字鉢山町、1932年（昭和7年）渋谷区鉢山町となる。1970年（昭和45年）住居表示が実施され、現在に至る。

### 地名の由来
擂鉢状の山が存在したことによる。空鉢仙人の鉢が飛来したものと伝えられる。

## 世帯数と人口
2024年（令和6年）12月1日現在（渋谷区発表）の世帯数と人口は以下の通りである。
- 世帯数 : 635世帯
- 人口 : 1,216人

### 人口の変遷
国勢調査による人口の推移。
| 年                 | 人口  |
| ------------------ | ----- |
| 1995年（平成7年）  | 902   |
| 2000年（平成12年） | 959   |
| 2005年（平成17年） | 1,108 |
| 2010年（平成22年） | 1,010 |
| 2015年（平成27年） | 1,206 |
| 2020年（令和2年）  | 1,264 |

### 世帯数の変遷
国勢調査による世帯数の推移。
| 年                 | 世帯数 |
| ------------------ | ------ |
| 1995年（平成7年）  | 396    |
| 2000年（平成12年） | 431    |
| 2005年（平成17年） | 537    |
| 2010年（平成22年） | 499    |
| 2015年（平成27年） | 596    |
| 2020年（令和2年）  | 627    |

## 学区
区立小・中学校に通う場合、学区は以下の通りとなる（2023年3月時点）。
- 区域 : 全域
  - 小学校 : 渋谷区立猿楽小学校
  - 中学校 : 渋谷区立鉢山中学校

## 交通
道路は旧山手通りが通っている。国道246号や山手通りにも近い。鉄道駅は渋谷駅や東急東横線・代官山駅が利用可能な範囲にある。
路線バスは東急トランセの代官山循環線が通っており、代官山駅付近を経て渋谷駅まで運行されている。

## 事業所
2021年（令和3年）現在の経済センサス調査による事業所数と従業員数は以下の通りである。
| 町丁   | 事業所数 | 従業員数 |
| ------ | -------- | -------- |
| 鉢山町 | 53事業所 | 797人    |

### 事業者数の変遷
経済センサスによる事業所数の推移。
| 年                 | 事業者数 |
| ------------------ | -------- |
| 2016年（平成28年） | 30       |
| 2021年（令和3年）  | 53       |

### 従業員数の変遷
経済センサスによる従業員数の推移。
| 年                 | 従業員数 |
| ------------------ | -------- |
| 2016年（平成28年） | 536      |
| 2021年（令和3年）  | 797      |

## 施設
- 東京都立第一商業高等学校
- NTTコム鉢山ビル（仮）
- ギニア共和国大使館
- ウガンダ共和国大使館

## 出身・ゆかりのある人物
- 牧野賤男（弁護士、衆議院議員）[14] - 新潟県人で、鉢山町に居住していた[14]。

## その他

### 日本郵便
- 郵便番号 : 150-0035[3]（集配局 : 渋谷郵便局[15]）。